# Nguyễn Thị Ngọc Khánh
Nguyễn Thị Ngọc Khánh (sinh năm 1976) đã đăng quang ngôi Hoa hậu Việt Nam lần thứ 6, vào ngày 1 tháng 11 năm 1998, tại nhà thi đấu Phan Đình Phùng, Thành phố Hồ Chí Minh ở độ tuổi 22. Tính đến thời điểm hiện tại, cô là thí sinh duy nhất đăng quang Hoa hậu Việt Nam khi đã trên 21 tuổi.
Nguyễn Thị Ngọc Khánh từng là học sinh Trường Trung học phổ thông Võ Thị Sáu, Thành phố Hồ Chí Minh và sinh viên Đại học Luật Thành phố Hồ Chí Minh. Nguyễn Thị Ngọc Khánh là người trải qua khá nhiều nghề: tiếp viên hàng không, nhân viên quan hệ công chúng (PR), người dẫn chương trình (MC), người mẫu, tiếp đến là làm việc tại Ban Thể thao Đài Truyền hình Thành phố Hồ Chí Minh. Năm 2004, Nguyễn Thị Ngọc Khánh là nhân viên phụ trách kinh doanh của công ty Saatchi & Saatchi, thuộc tập đoàn Publictis. Năm 2005, chị tham gia cùng công ty thiết kế thời trang Ngô Thái Uyên. Năm 2006, cô mở hai đại lý mỹ phẩm Missha

## Gia đình
Cha cô là cố đạo diễn Nguyễn Đỗ Ngọc mất năm cô 13 tuổi, mẹ cô là nghệ sĩ kèn oboe Lê Thị Thắng. Cô đã kết hôn vào năm 2004 với một luật sư là Lê Công Định, từng là Phó chủ nhiệm Đoàn luật sư thành phố Hồ Chí Minh từ năm 2005 đến 2008, tháng 6 năm 2009 bị bắt giữ vì "tội cấu kết với các lực lượng nước ngoài chống phá nhà nước Việt Nam"..
Năm 2009, cô sang Mỹ học ngành kinh doanh thời trang. Vốn dĩ định du học rồi về nước, nhưng Ngọc Khánh đã gặp và kết hôn với một doanh nhân người Canada tên Attila. Cha của Attila muốn anh nối nghiệp truyền thống sản xuất rượu vang của gia đình, và Attila quyết định tiếp quản trang trại của bố. Thế là Ngọc Khánh ở lại Mỹ, theo chồng về trang trại nho của gia đình tại một thị trấn thuộc tiểu bang Virginia, khu nông trang này nằm ngay bên cạnh nông trang của hai vị cựu tổng thống Mỹ hồi đầu thế kỷ 19 là Thomas Jefferson và James Monroe. Từ đó, cô sống cuộc đời bình dị, không xuất hiện trước công chúng. Mỗi năm, Ngọc Khánh về Việt Nam ít nhất một lần để thăm mẹ cô.